# カーラ・カバリ
カーラ・カバリ（Karla Cavalli 、1976年3月27日-）は、アメリカの女優、作家、司会者、プロデューサー。
彼女は『ザ・ヤング・アンド・ザ・レストレス』、『LAW & ORDER:犯罪心理捜査班』、『ギャングオブブルックリン』などの映画やテレビシリーズに出演している。
カバーリとも。

## 人物
カバリはイギリスのサウサンプトンで生まれ、ニューヨーク州ロングアイランドのクイーンズとミネオラで育った。フォーダム大学でジャーナリズムの学士号を取得した後、プロのダンサーとなり、ニュージャージー・ネッツのダンサーなどを務めた。
カバリはCBS、NBCなど様々な番組で活躍した。また、ファッションスタイリングの経験も豊富で、ウィル・スミス、カーソン・デイリー、レイン・ウィルソン、キッド・ロック、ジェイZなどを担当した。
「プラネットプライムタイム」のホストとして、世界中のテレビ番組をどのように形作っているかを探るため、2014年ダウンタウンのガキの使いやあらへんで!、ヒルナンデス!に出演した。